# Jedlice
Jedlice (německy Göllitz) je zaniklá osada, která se rozkládala v bezprostřední blízkosti česko-rakouské hranice. Její původní katastrální území je sloučeno do katastrálního území Veveří u Nových Hradů. Německý název vznikl patrně mutací českého jména vesnice, tedy z Jedlice přes Gedliczy, Gedlinez a Gelezie až po Göllitz.

## Geografie
Zaniklá vesnice Jedlice se nachází na západním svahu hory Mandlstein v Novohradských horách v nadmořské výšce přibližně 630 m n. m. v blízkosti rakouských hranic. Územím je rozčleněna mezi tyto dva státy, na české straně se jedná právě o jádro bývalé vesnice, které je zcela zničené, na straně rakouské se nachází několik stavení označovaných jako Alte Göllitz - patří mezi ně například Würgelhäusel, Göllitzhof a Edenhof. Centrem osady protéká Veveřský potok, dříve známý jako Jedlický potok.

## Historie
První písemná zmínka o Jedlici se dochovala z 31. prosince 1360, a to v souvislosti s existencí poplužního dvora. V roce 1541 osadu koupil Jošt III. z Rožmberka a připsal ji v zemských deskách k Novým Hradům. Zachovalý urbář z konce 16. století uvádí, že zde žilo 20 usedlíků. Rožmberkové Jedlici drželi až do smrti posledního z nich, Petra Voka, tedy do roku 1611.
V době před třicetiletou válkou se centrum osady nacházelo na jiném místě místními obyvateli označovaném Alte Göllitz, které se nachází již v Dolním Rakousku, a do nové lokality, směrem na jihozápad, bylo přesunuto až po tomto konfliktu. Důvodem byla především přítomnost dvou skláren, u kterých byla „nová Jedlice“ zbudována. Mezi další příčiny přesunutí vsi patřily i lepší podmínky pro zemědělství v nové lokalitě a výrazné vylidnění „staré Jedlice“ právě během třicetileté války. Na území Jedlice se nacházel také pivovar. V průběhu třicetileté války se osada, tak jako nedaleké Nové Hrady, stala majetkem Buquoyů, kteří v roce 1639 zahájili výstavbu vodovodů dlouhých necelých devět kilometrů a vedoucích až do Nových Hradů. V tomto období se začala vesnice rozrůstat a bohatnout. Obživa místních byla zaměřena především na zemědělství. V okolí se rozprostírala pole, na nichž bylo pěstováno obilí, mák, brambory, len i zelí. Dominantou vesnice býval statek zvaný Marienhof. V roce 1885 byla v Jedlici postavena nová jednotřídní škola, která nahradila původní budovu z roku 1815, a roku 1888 kaple. V roce 1890 se v osadě nacházelo 37 domů se 198 obyvateli převážně německé národnosti, v roce 1921 pak 40 domů se 182 obyvateli.
V druhé polovině 19. století byla vybudována nová cesta spojující Horní Stropnici s Harbachem vedoucí přes Šejby. To pro Jedlici znamenalo velkou ztrátu, neboť se tak ocitla mimo hlavní trasy. Na přelomu 19. a 20. století již odcházelo mnoho zdejších obyvatel za prací do Vídně a hospodaření v Jedlici tak zůstalo především na starších lidech a dětech. Po druhé světové válce byli v podstatě všichni původní obyvatelé odsunuti a noví osídlenci, zejména Maďaři, se ve zdejší oblasti neudrželi. Nakonec ve vsi zbyly pouze dvě rodiny. Do Jedlice nikdy nevedla elektřina a spolu s postupně chátrajícími domy připomínala čím dál tím více vesnici duchů.
Jedlice byla zcela srovnána se zemí vojenským plukem v roce 1951 v souvislosti s budováním železné opony. Jedná se o jedinou zcela zbouranou vesnici včetně sakrálních památek a pomníku padlým na Novohradsku. Nadále však stojí výklenková kaplička nedaleko nad bývalou vsí a přístřešky pramenů v okolí. Další stojící stavbou je dvůr Göllitzhof, který stojí na rakouské straně hranice. Jedlice oficiálně zanikla 1. července 1952 rozhodnutím ministerstva vnitra a její jméno bylo vymazáno z map.

## Současnost
K místu se lze dostat po příhraniční silnici zvané signálka, která byla vybudována spolu s železnou oponou, platí zde však zákaz vjezdu pro motorová vozidla. Místem vede cyklostezka s názvem Pamětí Novohradska a nachází se zde informační tabule projektu Kraj pod Mandlsteinem s tématy „Jedlice“ a „Prameny a studánky“. Do Alte Göllitz na rakouské straně vede cesta odbočující ze silnice spojující vesnici Heinrichs s obcí Moorbad Harbach. Podél hranic v Rakousku vede turistická stezka zvaná Erlebnisweg Heinrichs.

## Galerie

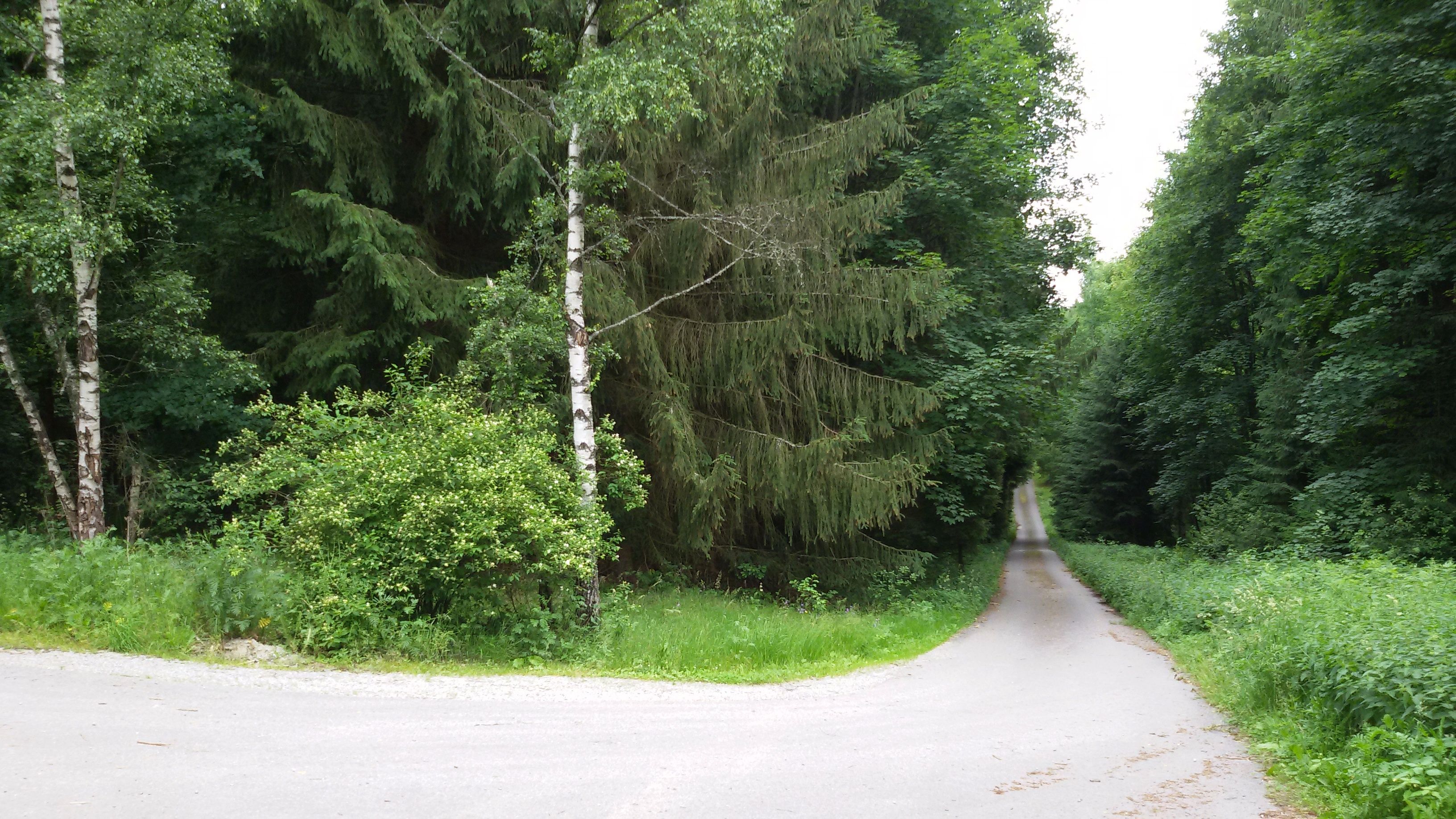
Signálka protínající dřívější centrum Jedlice
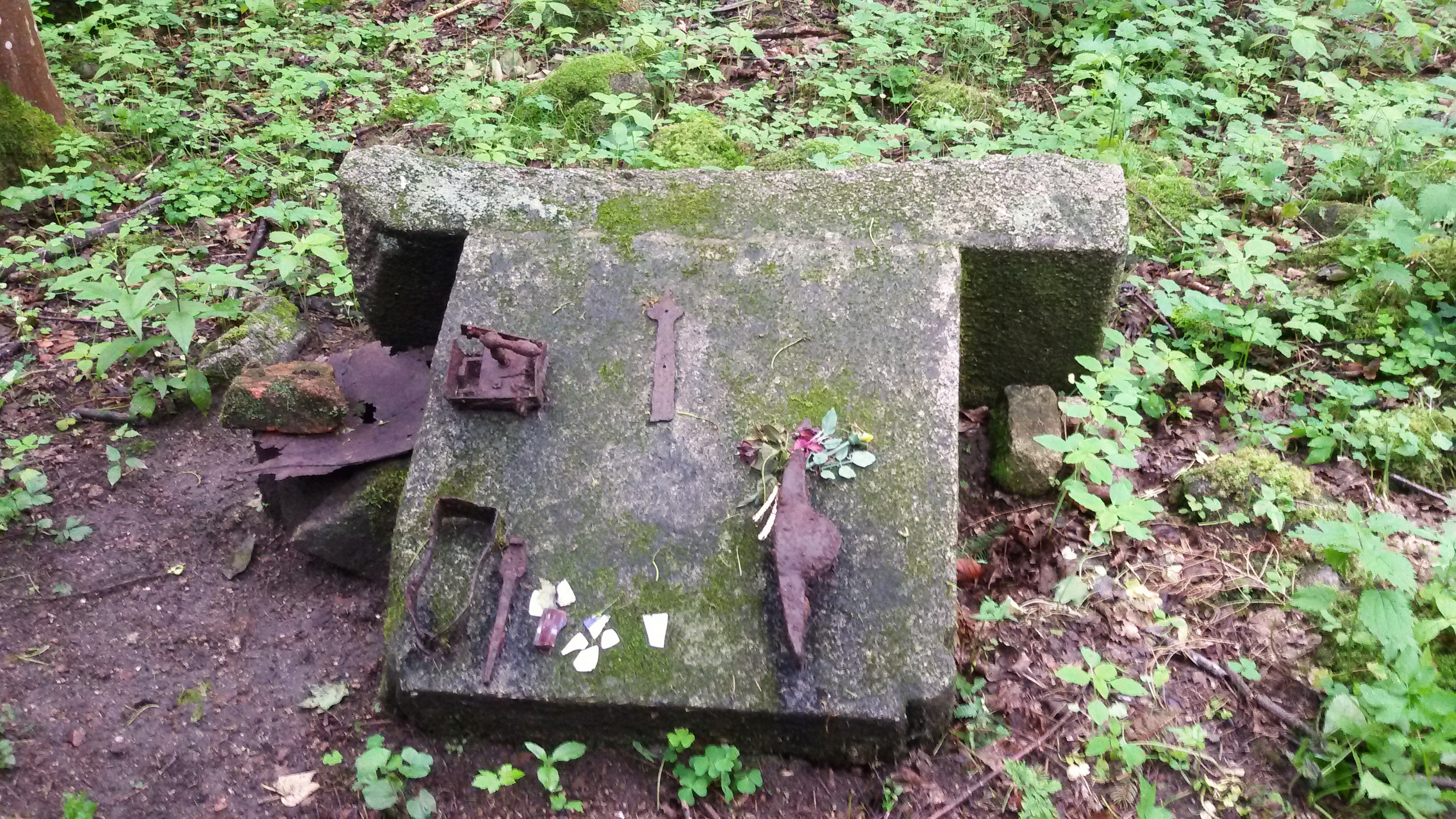
Zbytky oltáře z bývalé jedlické kaple
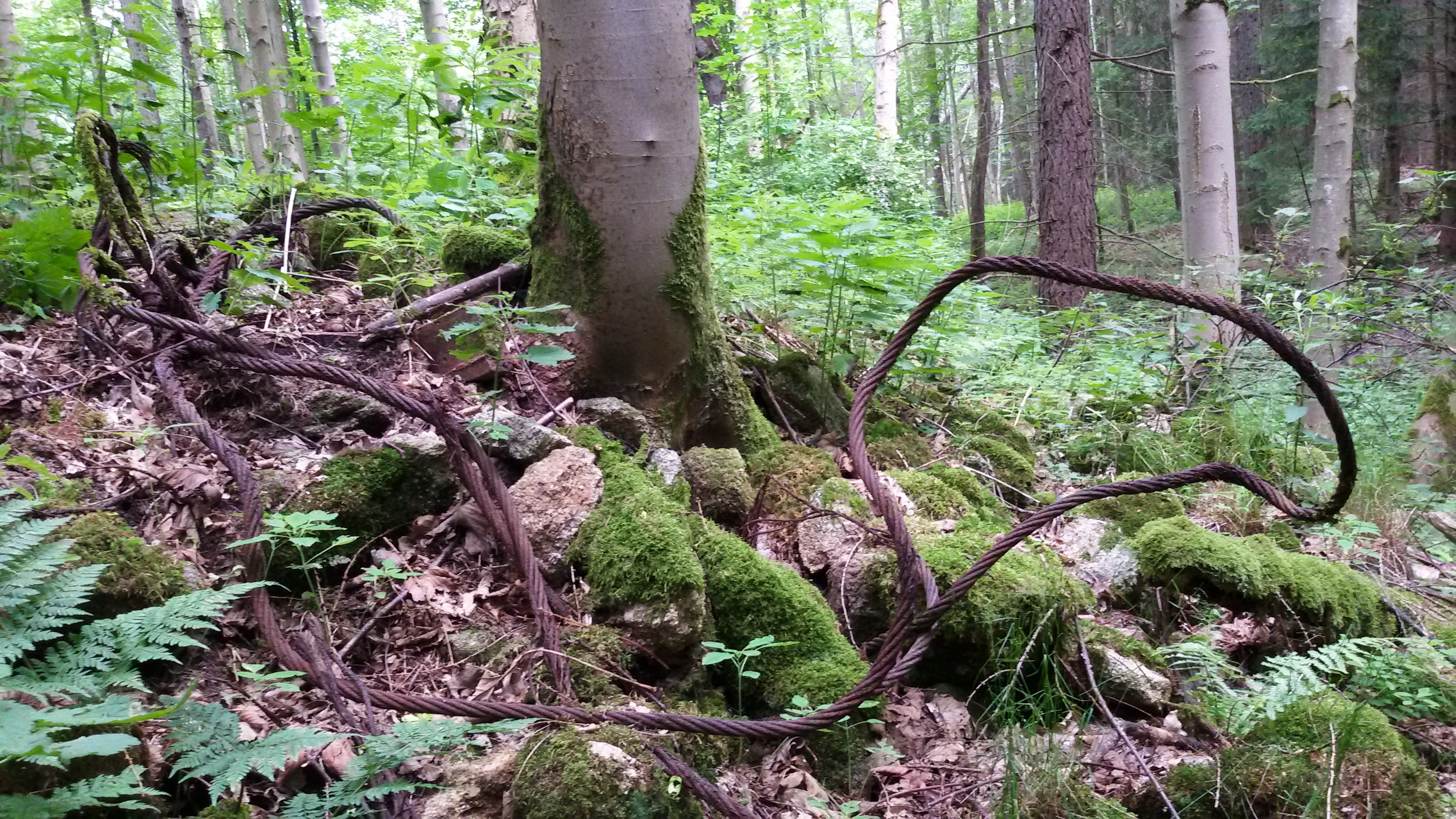
Lana použitá při stržení jedlické kaple
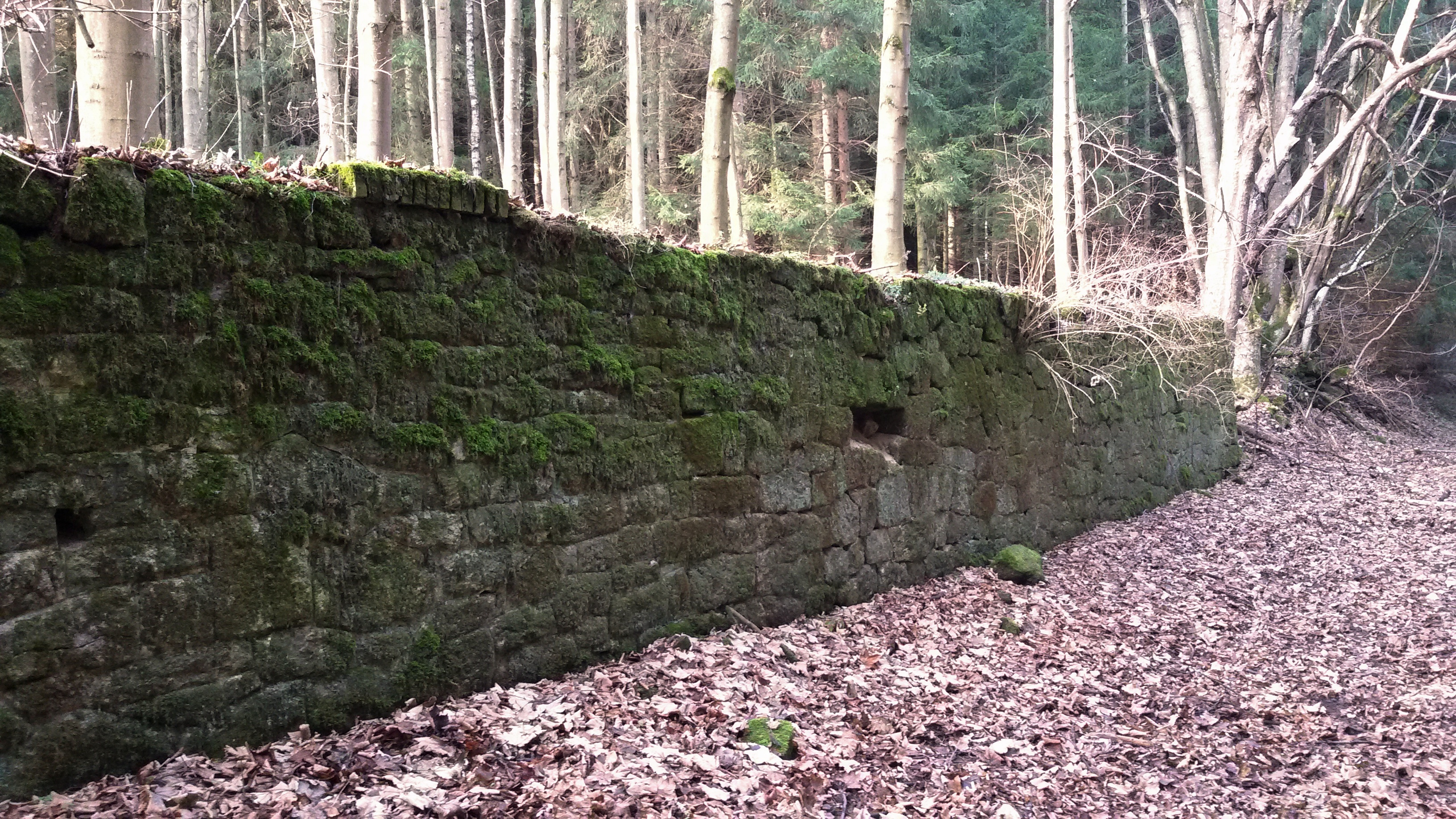
Zbytky Marienhofu
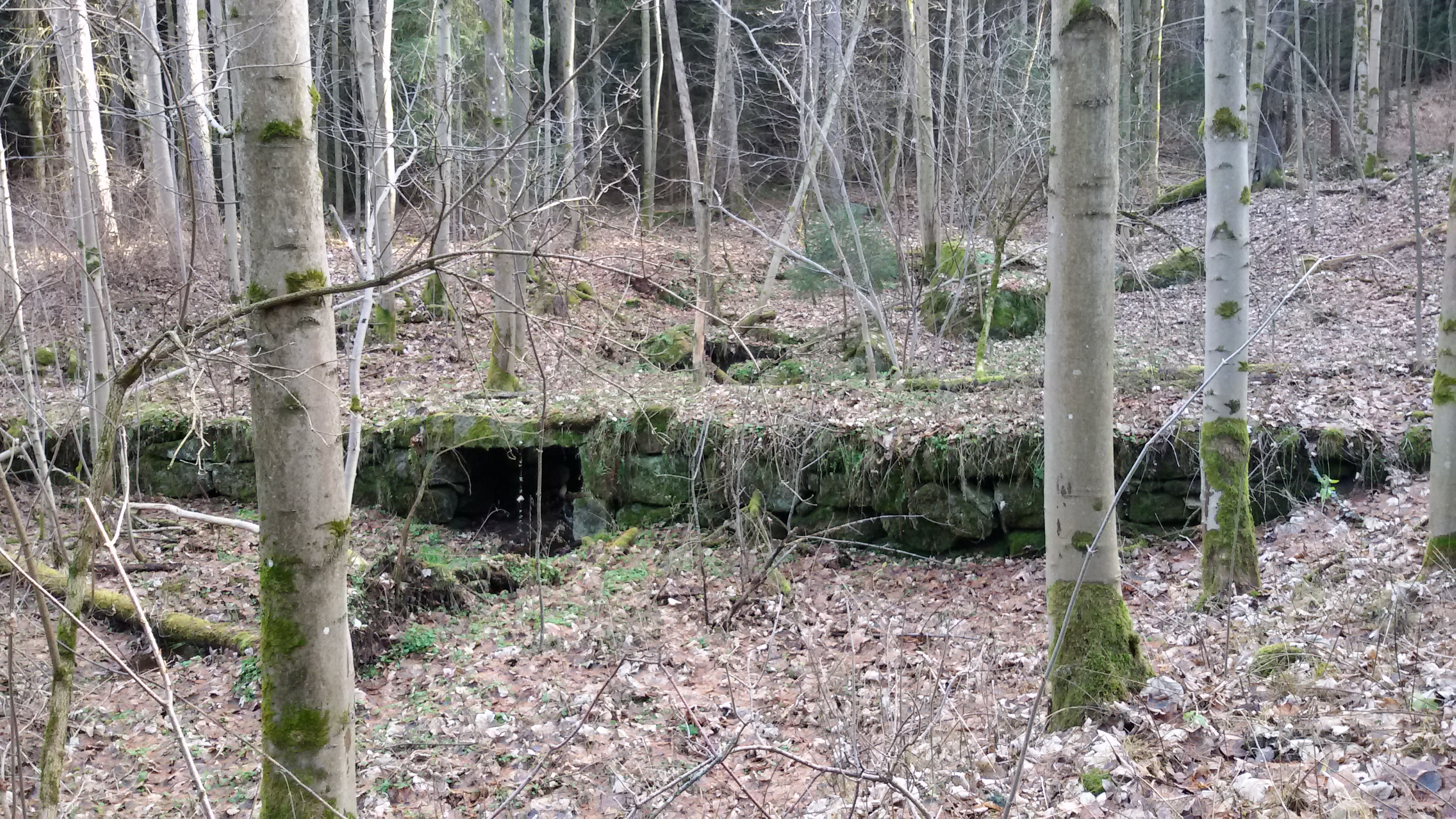
Zbytky jednoho z mostků
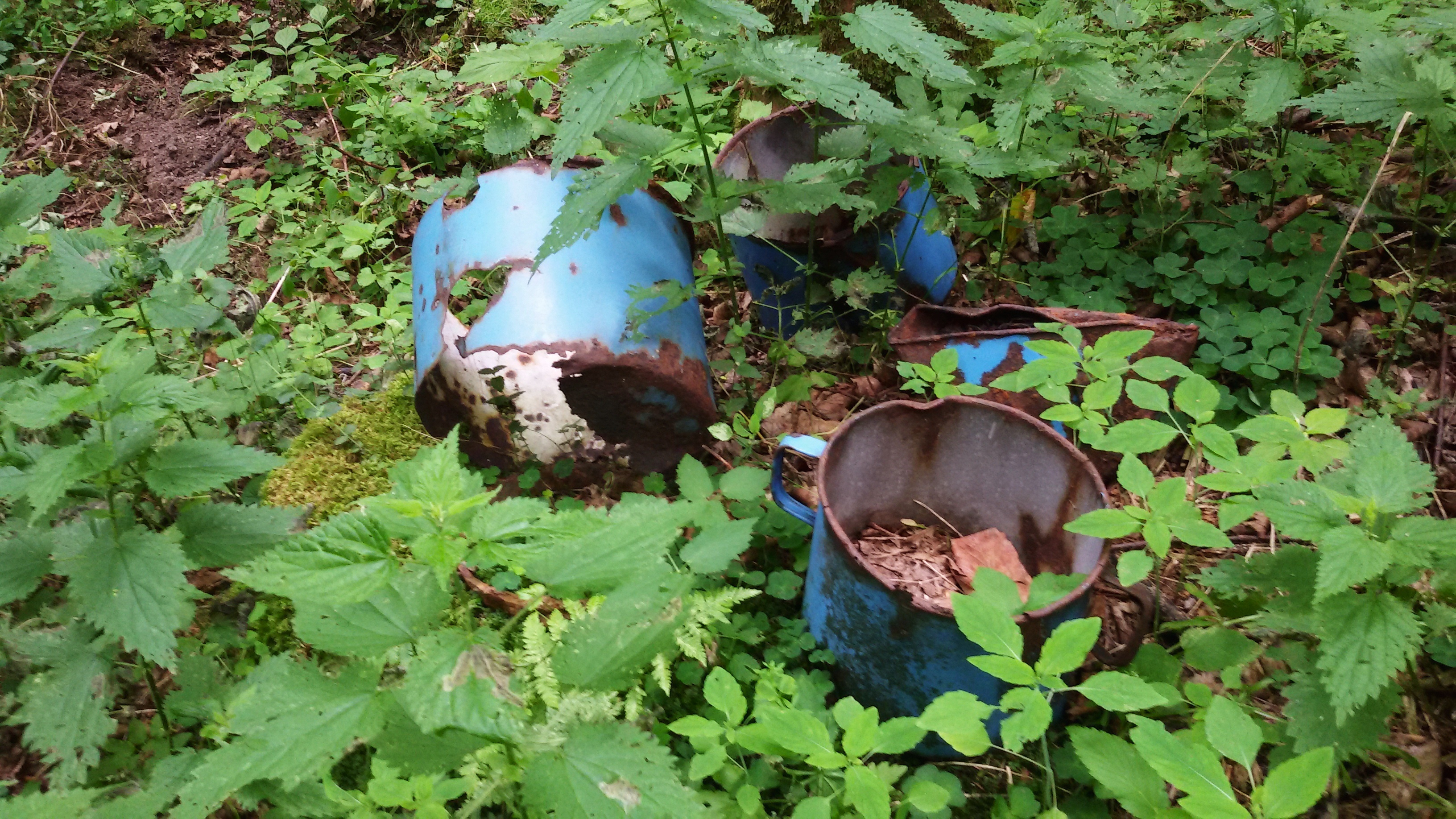
Staré nádobí
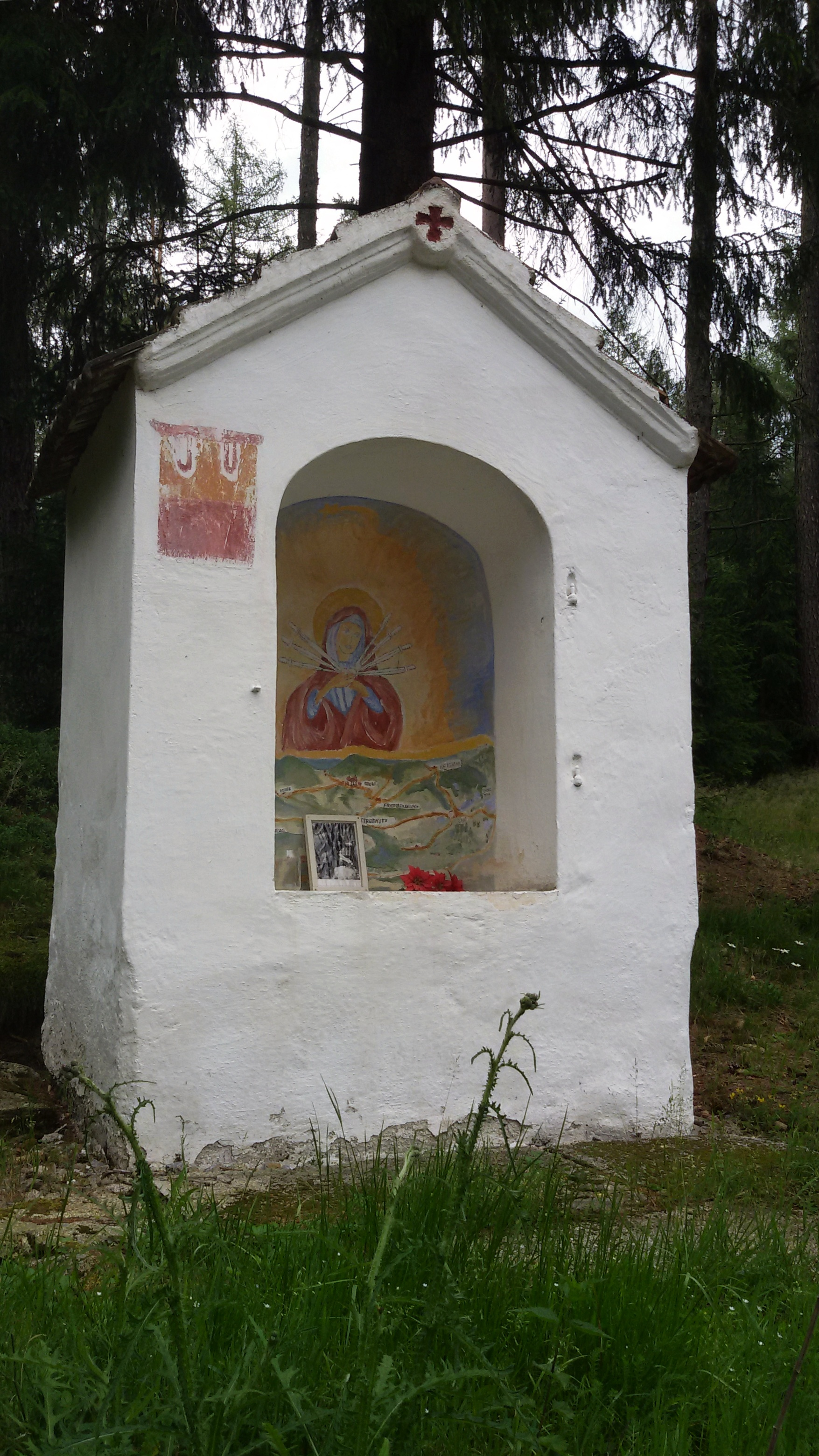
Zachovalá a opravená výklenková kaple
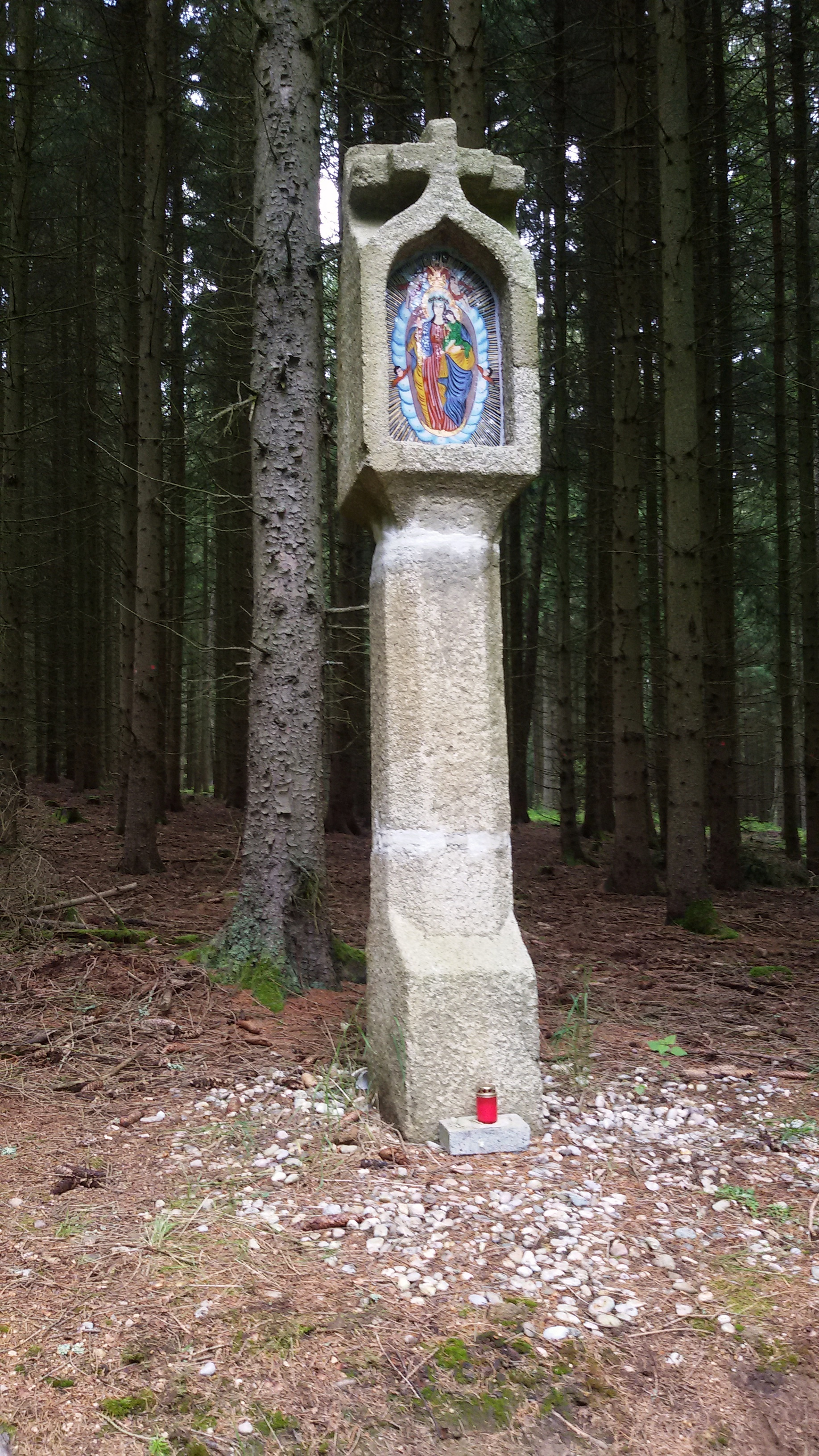
Opravená boží muka